# デヴィッド・ロード
デヴィッド・ロード（David Lord、1944年 - ）は、イングランドの作曲家、音楽プロデューサー。ピーター・ガブリエル、コーギス、XTCとの仕事で知られている。

## 略歴
ロードは1944年にイングランドのオックスフォードで生まれ、王立音楽アカデミーにおいてリチャード・ロドニー・ベネットの下で教育を受けた。彼はキャリアの早い段階でBBCラジオのプロデューサーとして働いていた。
彼は作曲家としても仕事をしていた。彼の連作歌曲『The Wife of Winter』は1968年にジャネット・ベイカーのために書かれ、『The History of the Flood』（1969年）にはジョン・ヒース・スタッブスによるリブレットが付けられている。マイケル・デニース・ブラウンによるリブレットが付けられた、彼の子供のためのカンタータ『The Sea Journey』は、2枚のプライベート・プレスの存在が知られている。1つは1969年のファーナム・フェスティバルからのもので、このために委託された。もう1つは、ギリシャのアテネにあるセント・キャサリン英国大使館学校の子供たちによって1982年にレコーディングされたものである。彼はまた、ジュリアン・ブリームのための作品と、ロンドン交響楽団の指揮者を決めるコンペのためのテスト用作品を書いた。
彼は、コーギスによる「Everybody's Got to Learn Sometime」、およびプリテンダーズによる「I'll Stand by You」というチャート・ヒット曲のストリング・アレンジを担当している。1983年のピーター・ハミルのアルバム『Patience』に収録された1曲「Just Good Friends」で、プロフェット5・シンセサイザーを演奏した。このアルバムでは、レコーディング・エンジニアも務めている。
1970年頃から、ロードはバースに住んでおり、かつてクレセント・スタジオを運営していた。当初はカムデン・クレセントの最上階のフラットにつくられ、その後、ウォルコット・ストリート144番地にある1700年頃の建物につくられた。そばに新しい道路が建設されたとき、彼はスタジオを閉鎖した。
ロードは『サウス・バンク・ショー』に出演し、ピーター・ガブリエルの4枚目となる彼の名を冠したソロ・アルバムをプロデュースすることについて語り合っている。

## 有罪判決
2015年、ロードは売買春の場を提供する娯楽施設を維持した罪で有罪判決を受け、懲役刑を言い渡された。また、ブリストル刑事法院でジェフリー・マーサーQC裁判官により、午後7時から午前7時までの夜間外出禁止令を4か月間にわたって課せられ、電子タグを着けられた。

## ディスコグラフィ

### プロデュースおよび共同プロデュース・アルバム
- コーギス : 『永遠の想い』 - Dumb Waiters (1980年)[14]
- コーギス : 『スティッキー・ジョージ』 - Sticky George (1981年)
- ピーター・ガブリエル : 『ピーター・ガブリエル IV』 - Peter Gabriel (1982年)
- ロイ・ハーパー : Work of Heart (1982年)[15]
- アイシクル・ワークス : 『ジ・アイシクル・ワークス』 - The Icicle Works (1984年)
- XTC : 『ザ・ビッグ・エキスプレス』 - The Big Express (1984年)[16]
- ジャン・ミッシェル・ジャール : 『ズールック』 - Zoolook (1984年)
- M + M : The World Is a Ball (1986年)[17]
- アイスハウス : 『メジャー・フォー・メジャー』 - Measure for Measure (1986年)[11]
- アイスハウス : 『マン・オブ・カラーズ』 - Man of Colours (1987年)[18]
- ピーター・ハミル : Fireships (1992年)[19]
- デヴィッド・ファーガソン : The View from Now (1998年)[20]